# Joan I, delfí d'Alvèrnia
Joan I dit el Delfinet (1280 - 10 de març de 1351) fou delfí d'Alvèrnia i comte de Clarmont, successor del seu pare Robert VII, delfí d'Alvèrnia vers 1324. Es va casar el 1312 amb Anna de Poitiers filla d'Ademar IV de Valença (vídua del comte Enric II de Rodès); en segones noces es va casar amb Alix de Mercoeur, filla de Berald IX de Mercouer; va tenir cinc fills:
- Berald I, delfí d'Alvèrnia i comte de Clarmont
- Amat, senyor de Rochefort (que va heretar de la mare les terres de Chamalières, Champeix, Bréone i altres)
- Hug, canonge de Clarmont
- Isabel, casada el 1334 amb Guiu de Chalençon
- Margarida, casada amb Jofré o Godofreu de Boulogne, senyor de Montgascon.

El 1340 va anar a Flandes al servei del rei Felip VI de França contra flamencs i anglesos. Fou governador de Saint-Omer i va derrotar els flamencs que saquejaven la veïna vila d'Arques, matant quatre mil homes i capturant-se uns quatre-cents. El 1345 va acompanyar al duc Joan de Normandia (1332-1350, després rei Joan II de França) a Guiena amb un exèrcit de 100.000 homes per lluitar contra el comte de Derby.